# Genă

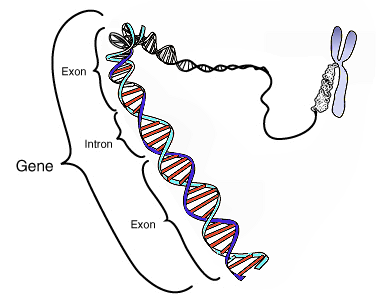
Această diagramă reprezintă o genă, în raport cu structura dublu elicoidală a ADN-ului și a unui cromozom.
Cromozomul este reprezentat în forma "X" pentru că se află în diviziune.
Intronii sunt regiuni găsite adesea în celulele eucariote care sunt îndepărtați prin procesul de matisare (după ce ADN-ul este transcris în ARN). Doar exonii codifică proteinele.
Această diagramă evidențiază aproximativ 50 de baze pentru o genă. În realitate, genele sunt de sute de ori mai mari.

Gena este o unitate moleculară a eredității în organismele vii. Comunitatea științifică a denumit astfel porțiunile din ADN sau ARN care codifică un polipeptid sau a unui lanț ARN ce are o funcție anume în cadrul organismului, totuși încă există controverse privitoare la acest ultim aspect. Organismele vii depind de gene deoarece ele codează toate proteinele și lanțurile ARN funcționale. Genele conțin informația pentru construirea și menținerea funcțiilor celulare unui organism și transferă mai departe trăsăturile descendenților. Toate organismele posedă gene pentru diferite trăsături biologice, unele fiind evidente de la început, cum ar fi culoare ochilor, numărul membrelor, și altele nefiind evidente imediat, cum ar fi grupa sanguină, riscul crescut pentru anumite boli sau multitudinea proceselor biochimice din celule.
Cuvântul "genă", inventat în 1909 de botanistul Danez Wilhelm Johannsen, vine din limba greacă, genos, română: origine, și este folosit de mai multe discipline, inclusiv genetica clasică, genetica moleculară, biologia evoluționistă și genetica populațiilor. Deoarece fiecare disciplină modelează biologia vieții în mod diferit, și modul de utilizare a cuvântului "genă" variază. Astfel, el se poate referi atât la partea materială, cât și la cea conceptuală.
După descoperirea ADN-ului ca material genetic, și odată cu dezvoltarea biotehnologiei și o dată cu proiectul decodării genomului uman, cuvântului "genă" a început să se refere mai ales la înțelesul său din biologia moleculară, adică la segmentele de ADN pe care celulele le transcriu în ARN și le traduc (cel puțin în parte) în proteine.
În vorbirea obișnuită, "genă" se referă mai ales la cauzele ereditare ale trăsăturilor și bolilor unei ființe vii—de exemplu se presupune că există o genă a obezității. Mai exact, un biolog se poate referi la o alelă sau o mutație care este implicată sau asociată cu obezitatea. Aceasta deoarece biologii cunosc mulți alți factori în afară de cel genetic care decid dacă o persoană va fi sau nu obeză, de exemplu modul de alimentație, mișcarea, mediul prenatal, creșterea, cultura și disponibilitatea hranei.
De asemenea, este foarte puțin probabil ca variații în cadrul unei singure gene sau al unui singur locus genetic să determine în mod complet predispoziția genetică pentru obezitate. Aceste aspecte ale eredității—efectul combinat între gene și mediu, influența mai multor gene, par să fie ceva obișnuit la multe și probabil chiar majoritatea trăsăturilor complexe. Termenul "fenotip" se referă la caracteristicile care rezultă din acest efect combinat.